# Le Boulevard de Montmartre, matinée de printemps
Le Boulevard de Montmartre, matinée de printemps est un tableau peint par Camille Pissarro en 1897. Il mesure 65 cm de haut sur 81 cm de large.

## Histoire
Propriété de Max Silberberg, spolié par les nazis, il est restitué en 2000 à la famille du propriétaire mort en déportation pendant la Seconde Guerre mondiale. Il fait l'objet d'une vente aux enchères à Londres en 2014.

## Propriétaire successif
- Galerie Durand-Ruel, Paris (acquise auprès de l'artiste le 2 juin 1898)
- M. Burke, Londres (acquis auprès du dernier le 11 janvier 1899)
- Arthur Tooth & Sons, Londres
- Galerie Durand-Ruel, Paris (acquise auprès du dernier le 14 août 1901)
- Paul Cassirer, Berlin (acquis auprès du dernier le 13 octobre 1902)
- Adolf Rothermundt, Dresde (acquis vers 1914)
- Max Silberberg, Breslau (acquis en 1923)
- Vente : Paul Graupe, Berlin, 23 mars 1935, lot 27 (vente forcée par Max Silberberg)
- Alfred & Marie Erlich, New York
- Nathan J. & Sara N. Cohn, Mount Vernon (acquis auprès du dernier)
- Knoedler & Co., New York (acquis auprès du dernier le 9 novembre 1959)
- John & Frances L. Loeb, New York (acquis auprès du dernier le 4 janvier 1960)
- The American Friends of The Israel Museum, Jérusalem (un legs du précédent en 1997)
- Restituée à Gerta Silberberg le 1er février 2000 et prêtée au Musée d'Israël jusqu'en 2013

## Lieu d'exposition
- Paris, Galerie Durand-Ruel, Œuvres récentes de Camille Pissarro, 1898, n° 24
- Saint-Pétersbourg, Société Impériale d’Encouragement des Arts, Expositions françaises des Beaux-Arts et des Arts décoratifs, 1899, n° 74
- Rheims, Société des Amis des Arts, 16e Exposition générale, 1901, n° 563
- Dresden, Galerie Ernst Arnold, Ausstellung von Gemälden französischer Künstler, 1902, n° 26
- Dresden, Galerie Ernst Arnold, Französische Malerei des XIX. Jahrhunderts, 1914, n° 79
- New York, Wildenstein & Co., C. Pissarro, 1965, n° 66
- New York, Wildenstein & Co., « Cent ans d'impressionnisme » : un hommage à Durand-Ruel, 1970, n° 88, illustré dans le catalogue
- Dallas, Musée d'art de Dallas ; Philadelphie, Philadelphia Museum of Art et Londres, Royal Academy of Arts, The Impressionist and the City: Pissarro's Series Paintings, 1992-1993, n° 51, illustré en couleurs dans le catalogue
- Rovereto, Museo d'Arte Moderna e Contemporanea di Trento e Rovereto, Impressionnistes et postimpressionnistes : chefs-d'œuvre du Musée israélien de Jérusalem, 2008-09, n° 6